# Sacha Fenestraz
Sacha Fenestraz Jules (Annecy, 28 luglio 1999) è un pilota automobilistico francese con passaporto argentino, attualmente impegnato in Super Formula, in passato ha corso anche nella Formula E.

## Carriera

### Kart e gli inizi in monoposto
Nato in Francia da genitori argentini e francesi, cresce a Cordova, Argentina. Ha iniziato il karting nel 2006 all'età di sette anni, partecipando a eventi in Francia e Argentina.
Nel 2015, Fenestraz passa alle corse in monoposto. Ha partecipato al Campionato francese di Formula 4, dove ha ottenuto tre vittorie e undici vittorie juniores. Di conseguenza, finì come campione junior f4 e vice-campione in classifica generale.
Nel 2016, Fenestraz è passato alla Formula Renault 2.0 con il team Tech 1 Racing. Ha conquistato la sua prima pole position alla gara di Monaco, dopo l'esclusione dell'ex pole Lando Norris, successivamente ha conquistato la sua prima vittoria in gara. Si ripete vincendo nella gara di Estoril, per finire quinto in classifica generale.
Nel 2017 firma con il team Josef Kaufmann Racing, vince sette gare e termina altre undici volte a podio che lo portano a vincere il campionato davanti a Robert Shwartzman ed entra nella Renault Sport Academy.

### Formula 3

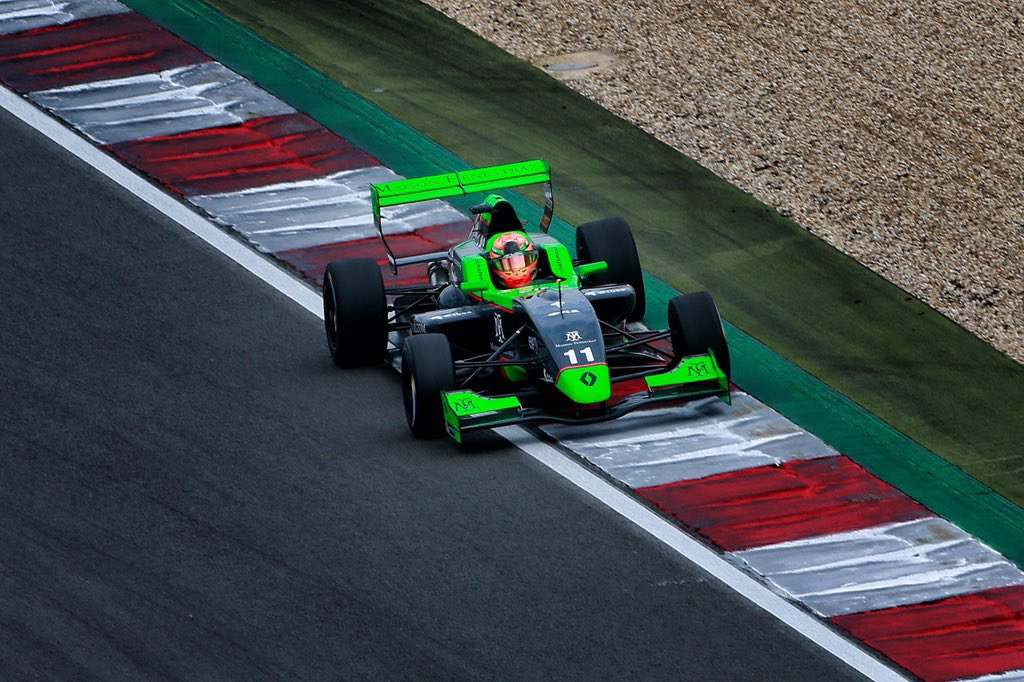
Fenestraz con il team Josef Kaufmann Racing nel 2017

Nel settembre 2017, Fenestraz si è unito al Carlin per l'ottavo turno al Nürburgring del campionato di Formula 3 europea. Nel 2018, viene scelto dalla squadra a tempo pieno nella categoria. Ottiene la sua prima vittoria della stagione durante la seconda gara a Pau. Finisce la stagione al undicesimo posto, conquistando altri due podi. Sempre con il team britannico partecipa al Gran Premio di Macao, la gara viene vinta da Daniel Ticktum e Fenestraz conclude al terzo posto.
Sempre nel 2018 partecipa agli ultimi due turni nella GP3 Series con il team di Christian Horner, Arden International.
Dopo aver perso il suo sostegno dalla Renault, nel 2019 passa alla F3 giapponese con il team B-Max Racing supportato da Motopark. Combattendo per tutta la stagione con il pilota giapponese, Ritomo Miyata. Fenestraz ha ottenuto otto vittorie e si è assicurato il titolo a Motegi, diventando così il primo pilota esordiente a vincere il titolo da Nick Cassidy nel 2015.

### Super GT
Oltre alla sua campagna di Formula 3, Fenestraz partecipa nel 2019 al campionato Super GT nella classe GT300 con Kondō Racing, finendo sesto assoluto. L'anno seguente, Fenestraz passa alla classe GT500, sostituendo Kazuki Nakajima al team Tom's a guida della Lexus. Conquista quattro podi e conclude quarto in campionato.
Rimasto senza sedile in FE, nel 2025 torna nel Super GT guidando per la Toyota.

### Super Formula
Nel 2020, Fenestraz è passato alla Super Formula con Kondō Racing, ed ottiene un ottimo terzo posto sul Circuito di Motegi, la sua prima gara nella categoria. Nel resto della stagione non si ripete e chiude 13º in classifica. Nella stagione 2021 doveva partecipare al campionato ma causa la pandemia covid è costretto a saltare gran parte della stagione, riesce a partecipare a solo le ultime due gare. 
Nel 2022 viene comunque confermato dal team Kondō Racing motorizzato dalla Toyota. Nella gara d'esordio al Fuji conquista il suo secondo podio nella categoria chiudendo terzo dietro a Ryo Hirakawa e Tomoki Nojiri. Ottiene un altro podio ad Autopolis e sul Circuito di Sugo ottiene la sua prima vittoria. Nel resto della stagione ottiene un altro secondo posto a Motegi ed chiude secondo dietro Tomoki Nojiri nella classifica piloti.

### Formula E
Nel febbraio 2020, Fenestraz viene scelto per i test rookie a Marrakech dal team Jaguar Racing. Nel test, ha stabilito il quarto tempo più veloce della sessione mattutina e ha terminato decimo assoluto nella sessione pomeridiana e nella classifica generale. L'anno seguente è stato nominato pilota di riserva della Jaguar per l'apertura della stagione 2021 a Riyadh.
Fenestraz viene chiamato dal team Dragon / Penske Autosport per sostituire l'infortunato Antonio Giovinazzi nel ultimo round della stagione, E-Prix di Seoul. Per la  stagione 2023 il francese viene ingaggiato insieme a Norman Nato dal team Nissan e.dams. Nell'E-Prix di Città del Capo, quinto round della stagione, ottiene la sua prima Pole position nella serie, ma in gara non concretizza e chiude fuori dei punti. Dopo altri tre risultati negativi, ottiene un ottimo quarto posto nell'E-Prix di Monaco dopo essere partito dl secondo posto. Il pilota francese si ritrova a ridosso del podio anche nella seconda corsa dell'E-Prix di Giacarta. A fine stagione chiude sedicesimo in classifica con trentadue punti conquistati    
Fenestraz viene confermato dal team nipponico anche per la stagione 2024 al fianco di Oliver Rowland. Mentre il suo compagno di team riesce a sfruttarne appieno il potenziale della vettura, Fenestraz fatica a raggiungere con costanza la zona punti. Chiude la stagione al 17º con 26 punti iridati, meno di un sesto dei punti conquistati da Rowland. L'anno seguente non viene confermato dal team che sceglie al suo posto Norman Nato. 

### Ritorno in Super Formula
Rimasto senza sedile in Formula E, nel 2025 ritorna nella Super Formula correndo per il team Vantelin Team TOM’S.

## Risultati

### Riassunto della carriera
| Stagione | Serie                       | Team                                  | Gare              | Vittorie          | Pole              | GpV               | Podi              | Punti             | Pos.              |
| -------- | --------------------------- | ------------------------------------- | ----------------- | ----------------- | ----------------- | ----------------- | ----------------- | ----------------- | ----------------- |
| 2015     | Formula 4 francese          | Auto Sport Academy                    | 21                | 3                 | 2                 | 2                 | 10                | 253               | 2º                |
| 2016     | Eurocup Formula Renault 2.0 | Tech 1 Racing                         | 15                | 2                 | 2                 | 1                 | 3                 | 119.5             | 5º                |
| 2016     | Formula Renault 2.0 NEC     | Tech 1 Racing                         | 15                | 1                 | 1                 | 0                 | 2                 | 207               | 5º                |
| 2017     | Formula Renault Eurocup     | Josef Kaufmann Racing                 | 23                | 7                 | 9                 | 5                 | 17                | 367.5             | 1º                |
| 2017     | Formula Renault NEC         | Josef Kaufmann Racing                 | 4                 | 2                 | 2                 | 2                 | 4                 | 108               | 6º                |
| 2017     | F3 europea                  | Carlin                                | 3                 | 0                 | 0                 | 0                 | 0                 | 1                 | 20º               |
| 2017     | Gran Premio di Macao        | Carlin                                | 1                 | 0                 | 0                 | 0                 | 0                 | N/A               | 7º                |
| 2018     | F3 europea                  | Carlin                                | 30                | 1                 | 2                 | 1                 | 3                 | 121               | 11º               |
| 2018     | Gran Premio di Macao        | Carlin                                | 1                 | 0                 | 0                 | 0                 | 1                 | N/A               | 3º                |
| 2018     | GP3 Series                  | Arden International                   | 4                 | 0                 | 0                 | 0                 | 0                 | 0                 | 24º               |
| 2019     | F3 giapponese               | B-Max Racing con Motopark             | 20                | 8                 | 5                 | 8                 | 18                | 162               | 1º                |
| 2019     | Super GT - GT300            | Kondō Racing                          | 8                 | 0                 | 1                 | 0                 | 1                 | 46                | 6º                |
| 2020     | Super GT                    | Toyota Gazoo Racing Team au TOM'S     | 8                 | 0                 | 0                 | 0                 | 4                 | 56                | 4º                |
| 2020     | Super Formula               | Kondō Racing                          | 7                 | 0                 | 0                 | 0                 | 1                 | 19                | 13º               |
| 2020–21  | Formula E                   | Jaguar Racing                         | Pilota di riserva | Pilota di riserva | Pilota di riserva | Pilota di riserva | Pilota di riserva | Pilota di riserva | Pilota di riserva |
| 2021     | Super GT                    | Toyota Gazoo Racing Team KeePer TOM'S | 3                 | 0                 | 0                 | 0                 | 1                 | 18                | 17º               |
| 2021     | Super Formula               | Kondō Racing                          | 2                 | 0                 | 0                 | 0                 | 0                 | 4                 | 17º               |
| 2021     | Michelin Pilot Challenge    | TGR Riley Tecnologie                  | 1                 | 0                 | 0                 | 0                 | 0                 | 260               | 41º               |
| 2021-22  | Formula E                   | Dragon Penske Autosport               | 1                 | 0                 | 0                 | 0                 | 0                 | 0                 | 24º               |
| 2022     | Super Formula               | Kondō Racing                          | 10                | 1                 | 0                 | 0                 | 4                 | 89                | 2º                |
| 2022     | Super GT                    | Toyota Gazoo Racing Team KeePer TOM'S | 8                 | 1                 | 0                 | 1                 | 2                 | 43                | 6º                |
| 2023     | Formula E                   | Nissan                                | 16                | 0                 | 1                 | 0                 | 0                 | 32                | 16°               |
| 2024     | Formula E                   | Nissan                                | 16                | 0                 | 0                 | 0                 | 0                 | 26                | 17º               |

### Risultati in Super GT
(legenda) (Le gare in grassetto indicano la pole position) (Le gare in corsivo indicano Gpv)
| Anno | Team                                  | macchina                     | Classe | 1     | 2     | 3      | 4      | 5      | 6     | 7      | 8     | Punti | Pos. |
| ---- | ------------------------------------- | ---------------------------- | ------ | ----- | ----- | ------ | ------ | ------ | ----- | ------ | ----- | ----- | ---- |
| 2019 | Kondō Racing                          | Nissan GT-R Nismo GT3 (2018) | GT300  | OKA 5 | FUJ 4 | SUZ 18 | CHA 2  | FUJ 7  | AUT 8 | SUG 5  | MOT 6 | 46    | 6°   |
| 2020 | Toyota Gazoo Racing Team au TOM'S     | Toyota GR Supra GT500        | GT500  | FUJ 2 | FUJ 2 | SUZ 3  | MOT 11 | FUJ 12 | SUZ 7 | MOT 13 | FUJ 3 | 56    | 4°   |
| 2021 | Toyota Gazoo Racing Team KeePer TOM'S | Toyota GR Supra GT500        | GT500  | OKA   | FUJ   | SUZ    | MOT    | SUG    | AUT 9 | MOT 10 | FUJ 2 | 18    | 17°  |

### Risultati in Super Formula
(legenda) (Le gare in grassetto indicano la pole position) (Le gare in corsivo indicano Gpv)
| Anno | Team         | 1     | 2       | 3       | 4       | 5      | 6       | 7     | 8     | 9      | 10    | Punti | Pos. |
| ---- | ------------ | ----- | ------- | ------- | ------- | ------ | ------- | ----- | ----- | ------ | ----- | ----- | ---- |
| 2020 | Kondō Racing | MOT 3 | OKA Rit | SUG Rit | AUT Rit | SUZ 10 | SUZ Rit | FUJ 8 |       |        |       | 19    | 13°  |
| 2021 | Kondō Racing | FUJ   | SUZ     | AUT     | SUG     | MOT    | OKA 13  | SUZ 7 |       |        |       | 4     | 17°  |
| 2022 | Kondō Racing | FUJ 3 | FUJ 20  | SUZ 4   | AUT 2   | SUG 1  | FUJ Rit | MOT 2 | MOT 6 | SUZ 16 | SUZ 4 | 89    | 2°   |

### Risultati in Formula E
(legenda) (Le gare in grassetto indicano la pole position) (Le gare in corsivo indicano Gpv)
| Anno | Squadra                 | Vettura           | 1                   | 2            | 3           | 4                                               | 5      | 6       | 7      | 8      | 9     | 10      | 11     | 12     | 13     | 14     | 15      | 16     | Punti | Pos. |
| --- | ----------------------- | ----------------- | ------------------- | ------------ | ----------- | ----------------------------------------------- | ------ | ------- | ------ | ------ | ----- | ------- | ------ | ------ | ------ | ------ | ------- | ------ | ----- | ---- |
| 2021-22 | Dragon Penske Autosport | Spark-Penske EV-5 | DIR                 | DIR          | MEX         | ROM                                             | ROM    | MON     | BER    | BER    | GIA   | MAR     | NYC    | NYC    | LON    | LON    | SEO     | SEO 16 | 0     | 24°  |
| 2022-23 | Nissan                  | Nissan e-4ORCE 04 | MEX 15              | DIR 17       | DIR 8       | HYD 12                                          | CAP 14 | SAP Rit | BER 12 | BER 17 | MON 4 | GIA 19  | GIA 4  | POR 15 | ROM 10 | ROM 16 | LON Rit | LON 15 | 32    | 16°  |
| 2023-24 | Nissan                  | Nissan e-4ORCE 04 | MEX 12              | DIR Rit      | DIR 8       | SAP 11                                          | TOY 11 | MIS 9   | MIS 5  | MON 8  | BER 9 | BER Rit | SHA 11 | SHA 14 | POR 15 | POR 18 | LON 14  | LON 15 | 26    | 17º  |
| \| Legenda \| 1º posto \| 2º posto \| 3º posto \| A punti \| Senza punti \| Grassetto=Pole position Corsivo=Giro più veloce \| \| Legenda \| Solo prove/Terzo pilota \| Non qualificato \| Ritirato/Non class. \| Squalificato \| Non partito \| Grassetto=Pole position Corsivo=Giro più veloce \| |                         |                   |                     |              |             |                                                 |        |         |        |        |       |         |        |        |        |        |         |        |       |      |
| Legenda | 1º posto                | 2º posto          | 3º posto            | A punti      | Senza punti | Grassetto=Pole position Corsivo=Giro più veloce |        |         |        |        |       |         |        |        |        |        |         |        |       |      |
| Legenda | Solo prove/Terzo pilota | Non qualificato   | Ritirato/Non class. | Squalificato | Non partito | Grassetto=Pole position Corsivo=Giro più veloce |        |         |        |        |       |         |        |        |        |        |         |        |       |      |

- G: Pilota con il giro più veloce nel gruppo di qualifica.
- *: Fanboost